# Khỉ Yakushima
Khỉ Yakushima (Danh pháp khoa học: Macaca fuscata yakui) là một phân loài của loài khỉ Nhật Bản, đây là loai bản địa của đảo Yakushima (tỉnh Kagoshima). Chúng còn được gọi là khỉ Yaku.

## Đặc điểm
So với khỉ Nhật Bản (M. f. fuscata) mà đời sống của chúng chỉ sinh sôi ở vùng Honshu đến Shikoku và Kyushu, Nhật Bản, chúng là những cá thể nhỏ, có bàn tay và bàn chân màu đen, và có một lớp lông áo khoác màu xám dày hơn. Những con trưởng thành có bộ lông sẫm màu hơn so với trẻ sơ sinh và trẻ vị thành niên. Con đực trưởng thành có một tính năng đặc biệt gọi là "momoware" mà phần tóc ở trung tâm từ phải sang trái.
Những con khỉ cái sinh một con duy nhất giữa tháng ba và tháng tiếp, mỗi hai năm. Kích thước bình quân nói chung là ít hơn 50 cá thể. Các con khỉ Yakushima ở đảo Yakushima nằm ở giới hạn phía nam của phân bố khỉ Nhật Bản. Số lượng hiện nay được ước tính là khoảng từ 9.504-18.890 cá thể động vật, theo một cuộc khảo sát hoàn thành vào năm 1999 đối với phân loài khỉ này.

## Với con người
Trong quá khứ ở Yakushima, khi nguồn cung cấp thức ăn cho khỉ trở nên eo hẹp, những con khỉ sẽ xâm phạm vào đấy trồng cây thổ cư và gây ra thiệt hại cho con người người, đã có đến 400-500 con khỉ Yakushima đã bị bắt và tiêu diệt mỗi năm do những thiệt hại cho các Ponkan và cây cam Tankan mà Yakushima được đặc biệt lưu ý. Lý do có thể là do môi trường sống cây lá rộng của khỉ giảm do khai thác và thay thế các cây lá rộng với cây lá kim. Ngày nay, người dân Yakushima nhằm mục đích để cùng tồn tại bằng cách bảo vệ cây trồng của họ với hàng rào điện, chứ không phải là tiêu diệt những con khỉ.

## Tình trạng
Theo Bộ sách đỏ của môi trường của các loài nguy cấp, khỉ Yakushima được đánh giá là "một loài quý hiếm" năm 1991 và "một loài gần như nguy cơ tuyệt chủng" trong năm 1998. Tuy nhiên, nó đã bị xóa khỏi danh sách trong năm 2007 do sự gia tăng dân số, một loài khỉ Nhật Bản cũng có cá thể ở Tanegashima, một hòn đảo gần Yakushima, đến những năm 1950, khi nó đã bị tuyệt chủng. Cho dù những chú khỉ Hondo hay khỉ Yakushima là không rõ ràng.